# Цзін-ван I
Цзін-ван (кит. трад.: 景王; піньїнь: Jĭng) — 12-й ван Східної Чжоу, син і спадкоємець Лін-вана. Був останнім правителем Чжоу періоду Чуньцю.
За його правління в державі панувала економічна розруха. Навіть продовольство доводилось купувати в сусудніх країнах. Перед смертю мав намір передати трон молодшому сину імператриці — Гай-гуну, але міністри наполягали на збереженні традиції й передачі трону старшому синові — Мен-гуну. також претензії на владу мав син від наложниці — Чао-гун. Зрештою Цзін-ван тяжко захворів, влада опинилася у сановника Бін Ці, що планувавзробити Чао новим володарем. 520 року до н.е. після смерті Цзін-вана I знать повалила Бін Ці, передавши трон Мен-гуну, що прийняв ім'я Дао-вана.